# Meherrinia
Meherrinia es un género extinto de delfín de río que vivió durante el período Mioceno superior en lo que ahora es Norteamérica. Se ha encontrado en la Formación Eastover, en el río Meherrin, Carolina del Norte. Descrito originalmente en 2012, este delfín es, en muchos aspectos, intermedio en forma entre el actual delfín de río del Amazonas y el delfín de La Plata, aunque probablemente está más relacionado con el primero. Sin embargo, el fósil fue descubierto en lo que se cree son depósitos marinos, que datan de finales del Mioceno, mientras que el delfín de río amazónico es una especie exclusivamente de agua dulce. Meherrinia podría por lo tanto ser el único género conocido de la familia Iniidae que era marino. Solo se ha clasificado una especie, M. isoni.